# جورامي ثلاثي البقع

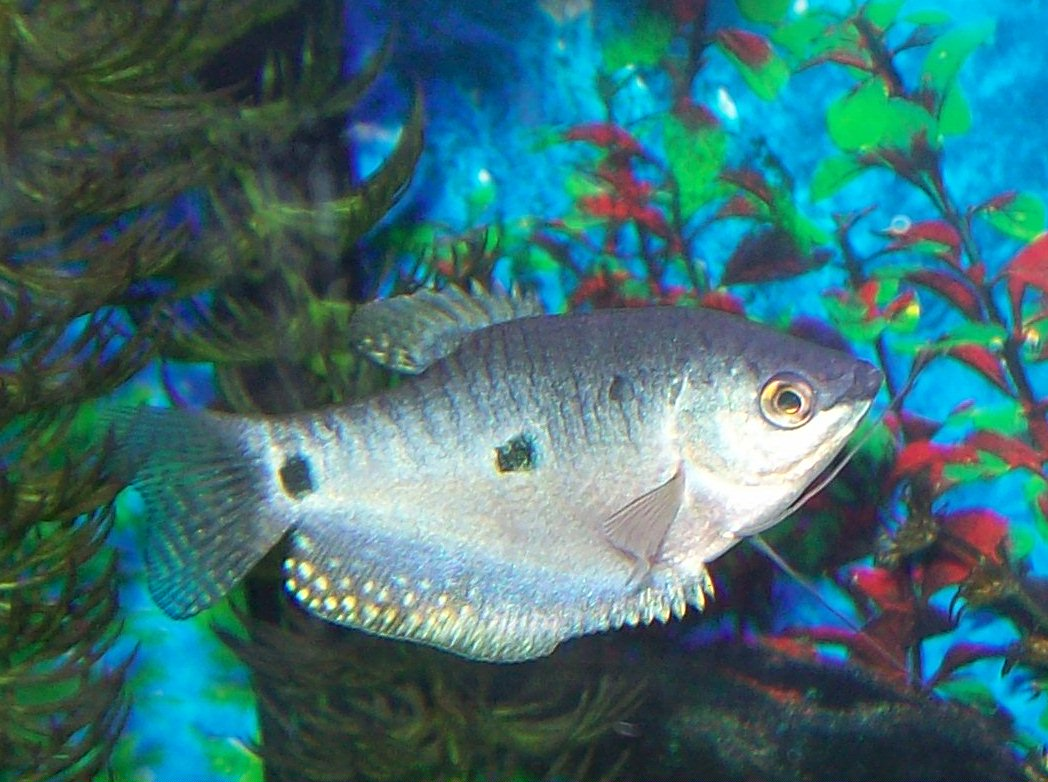
جرامي البقع الثلاث

جورامي ثلاثي البقع (باللاتينية: Trichogaster trichopterus)، (بالإنجليزية: Three spot gourami) وترجع تسميته لوجود نقطتين سوداء على على جانبي جسمه، أما الثالثة فليست نقطة وإنما هي عينه، ويصل طوله إلى 15 سم ولونه أزرق فاتح.